# Hohenossig
Hohenossig ist ein Ortsteil der Gemeinde Krostitz im sächsischen Landkreis Nordsachsen in Deutschland.

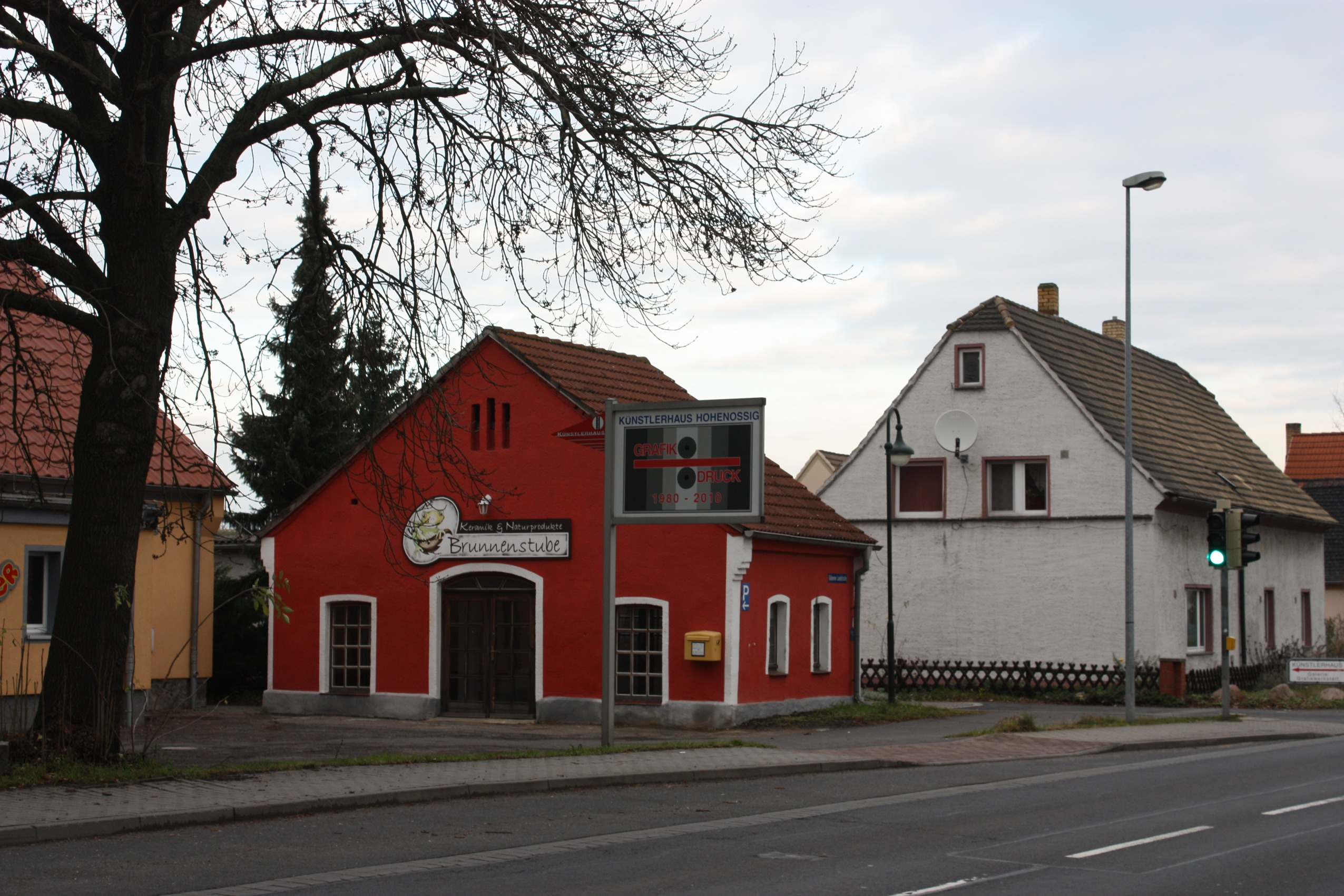
Die Brunnenstube im Zentrum des Ortes

## Geografie
Hohenossig liegt südwestlich des Hauptortes Krostitz zwischen den Städten Leipzig und Bad Düben an der Bundesstraße 2. Zudem gibt es eine Ortsverbindung nach Kletzen und weiter zur Staatsstraße 4. Auf der Flur des Ortes befindet sich die Ortswüstung Hollober.

## Geschichte
Hohenossig ist von der Siedlungsform her ein Gassendorf. Der Ort gehörte bis 1815 zum kursächsischen Amt Delitzsch. Durch die Beschlüsse des Wiener Kongresses kam der Ort zu Preußen und wurde 1816 dem Kreis Delitzsch im Regierungsbezirk Merseburg der Provinz Sachsen zugeteilt, zu dem er bis 1952 gehörte. Hohenossig wurde am 20. Juli 1950 nach Zschölkau eingemeindet. Im Zuge der Kreisreform in der DDR von 1952 wurde Zschölkau mit Hohenossig dem neu zugeschnittenen Kreis Delitzsch im Bezirk Leipzig zugeteilt, welcher 1994 im Landkreis Delitzsch aufging. Seit 1994 war Hohenossig ein Ortsteil der Gemeinde Kletzen-Zschölkau, seit 1999 ein Ortsteil der Gemeinde Krostitz.

### Einwohnerentwicklung
| Jahr | Einwohner |
| ---- | --------- |
| 1818 | 95        |
| 1895 | 205       |
| 1925 | 288       |
| 1939 | 321       |

| Jahr | Einwohner |
| ---- | --------- |
| 1946 | 371       |
| 2009 | 244       |
| 2013 | 252       |

Die Einwohnerzahl Hohenossigs lag 1818 bei unter 100. Bis zum Ausbruch des Zweiten Weltkrieges hat sie sich mehr als verdreifacht. So lebten 1939 321 Menschen in Hohenossig. Nach Ende des Krieges stieg die Einwohnerzahl erneut um 50 Einwohner.